# Waginella axotremata
Waginella axotremata is een kreeftachtigensoort uit de familie van de Synagogidae. De wetenschappelijke naam van de soort is voor het eerst geldig gepubliceerd in 1983 door Grygier.